# Coloratura
La coloratura è un passo virtuosistico di una melodia vocale. Nella storia della musica si hanno esempi di colorature scritte dai compositori e di altre invece improvvisate dai cantanti. Di solito si tratta di vocalizzi su singole sillabe, una successione anche molto lunga di note quasi sempre da eseguirsi con notevole velocità.
La coloratura è uno degli stilemi più diffusi nel belcanto italiano, tanto da dare il nome ad alcuni "tipi" di voce. Si parla per esempio di soprano di coloratura per definire quella voce di soprano, che è in grado di eseguire correttamente una grande quantità di questi passi virtuosistici.
Nel periodo d'oro del belcanto, la coloratura veniva anche impiegata come mezzo espressivo e non solo come sfoggio tecnico. Un passo estremamente virtuosistico conferiva maggiore drammaticità ad un personaggio e ad un evento scenico. Questo presupponeva un grado maggiore di astrazione rispetto al realismo che ha poi predominato nella seconda metà del XIX secolo; infatti la coloratura scomparve quasi completamente nel corso di quel periodo. Se ne avranno esempi celeberrimi anche molto più tardi (per esempio, nel XX secolo, il caso eclatante di Ariadne auf Naxos di Richard Strauss). Esempi di coloratura appaiono anche in tradizioni operistiche non italiane (come gli interventi lirici che la Regina della Notte compie ne Il flauto magico di Mozart).